# 榊原康正
榊原 康正（さかきばら やすまさ、1940年4月8日 - ）は、日本の政治家。愛知県西尾市長（2期）、愛知県議会議員（4期）、西尾市議会議員（1期）などを歴任した。

## 来歴
愛知県西尾市出身。父親は西尾市議会議長を務めた榊原一郎。なお、父の一郎は1969年の西尾市長選挙に挑むも、同じく新人の本多貫一に敗れている。慶應義塾大学文学部卒業。
1991年（平成3年）4月の愛知県議会議員選挙をめぐって、当選した自由民主党の川上万一郎の幹部による大規模な買収工作が発覚。市議ら19人が逮捕され、同年5月5日には川上本人も逮捕された。市議17人辞職に伴う補欠選挙が同年9月8日に行われ、榊原は新人ながらもこの選挙でトップ当選を果たした。この時からすでに西尾市と幡豆郡3町（一色町・吉良町・幡豆町）の市町村合併を公約に掲げていたという。
議員定数に係る選挙無効訴訟が提起されていたため、西尾市選挙区の県議会補選の執行は長らく停止されていた。1993年（平成5年）12月12日にようやく行われた補欠選挙に自由民主党から出馬するも、同じく自民党から出た中村晃毅に敗れ落選。
1994年（平成6年）12月に新進党が結成されると、同党の公認を得て、翌1995年（平成7年）の愛知県議会議員選挙で初当選した。1999年（平成11年）の県議選は無所属で再選。その後の県議選は民主党公認で出馬し、2007年（平成19年）に4期目の当選を果たした。
天桂織布株式会社の役員を務めるかたわら、三州織物工業協同組合理事長を務めた。

### 2009年西尾市長選挙
2009年（平成21年）2月18日、西尾市長の中村晃毅が受託収賄容疑で逮捕され、5月20日、西尾市議会による不信任決議を受けて失職。自民党と民主党が一本化による候補者擁立に合意すると、意欲を見せていた榊原が名乗りを上げ、すんなり一本化が決まった。6月28日に告示された西尾市長選挙に無所属で出馬し、無投票で初当選した。
同年12月25日に「西尾市・幡豆郡三町合併協議会」を設置するも、合併手続きが住民不在で進んでいるとして市議と市民がこれに反発。合併の賛否を問う住民投票条例制定の直接請求署名運動が開始された。有効署名総数は1万8,947人にのぼり、2010年（平成22年）7月15日の臨時会で住民投票条例制定の議案が提出されたが、賛成10、反対13の小差で否決された。条例制定を求めた市民団体はさらに榊原に対するリコール運動を8月6日から開始。こちらは必要署名数が集まらず不成立に終わった。
2011年（平成23年）4月1日、西尾市は一色町・吉良町・幡豆町を編入。合併によって保有する公共施設の数が2倍近くに増えたことから、榊原はこの年から、ファシリティマネジメントを踏まえた公共施設の再配置事業に取り組み始めた。2012年（平成24年）3月26日、PFIを活用する西尾市公共施設再配置基本計画を策定。
2012年（平成24年）2月10日に行われた地域振興部の賭けマージャン大会において、職員20人あまりから5,600円が集まり、優勝者と準優勝者の予想が当たった二人にそれぞれ2,800円が配当された。その後、同部では、3月14日に予定されていたボウリング大会に向けて参加職員が「馬券」と称して優勝と準優勝チームを予想し、一口200円を賭ける申込書を作り、参加者を募っていた。これらの事実が報道された3月9日、榊原は緊急記者会見を開き謝罪した。3月23日、榊原は監督責任をとるため、自身の4月の月額給与を10％削減し、副市長については5％削減する条例案を市議会定例会に提出。同日、同条例案は可決された。西尾警察署は11月22日、賭博の疑いで地域振興部長ら職員24人を書類送検。2013年（平成15年）1月15日、名古屋地検岡崎支部は不起訴処分を決定。榊原は即日、24人を市として処分した。
2013年（平成25年）5月26日に行われた市長選挙で、元一色町長の都築譲、元市議の黒栁和義ら3人の候補者を破り再選を果たす。
※当日有権者数：130,290人 最終投票率：71.10%（前回比：pts）
| 候補者名 | 年齢 | 所属党派 | 新旧別 | 得票数   | 得票率 | 推薦・支持 |
| -------- | ---- | -------- | ------ | -------- | ------ | ---------- |
| 榊原康正 | 73   | 無所属   | 現     | 34,173票 | 37.82% |            |
| 都築譲   | 62   | 無所属   | 新     | 29,826票 | 33.01% |            |
| 黒栁和義 | 65   | 無所属   | 新     | 20,992票 | 23.24% |            |
| 結城道哉 | 56   | 無所属   | 新     | 5,354票  | 5.93%  |            |

2016年（平成28年）1月22日、PFI事業の優先交渉権者を、株式会社豊和（本社・西尾市）を代表企業とする豊和グループに決定。豊和グループは同年5月、特別目的会社「エリアプラン西尾」を設立。6月3日、榊原は議会に「エリアプラン西尾」とPFI事業契約を結ぶ承認議案を提出した。6月27日、議案は賛成15、反対11、棄権1で可決。

### PFI事業が争点となった市長選で落選
2017年（平成29年）4月19日、自民党系会派「至誠クラブ」に所属する中村健はPFIの凍結を訴え、任期満了に伴う市長選挙に立候補する意向を表明。同年6月25日執行の市長選は榊原と中村の一騎打ちとなった。榊原を支援したのは民進党衆議院議員の重徳和彦（愛知12区）、同党衆議院議員の中根康浩（比例区）、大村秀章知事、連合愛知、元幡豆町長の渡辺靖県議など。対する中村には、自民党衆議院議員の青山周平（愛知12区）、山田高生県議らがつき、市長選は代理戦争の様相を呈した。自民系の市議は両陣営に分裂した。投票は6月25日に行われ、榊原は大差で落選。
※当日有権者数：134,066人 最終投票率：68.05%（前回比：3.05pts）
| 候補者名 | 年齢 | 所属党派 | 新旧別 | 得票数   | 得票率 | 推薦・支持 |
| -------- | ---- | -------- | ------ | -------- | ------ | ---------- |
| 中村健   | 38   | 無所属   | 新     | 58,351票 | 65.17% |            |
| 榊原康正 | 77   | 無所属   | 現     | 31,187票 | 34.83% |            |